# Самарін Юрій Федорович
Самарін Юрій Федорович (21 квітня [3 травня] 1819, Петербург — 19 [31] березня 1876, Берлін) — російський публіцист і філософ-слов'янофіл.
Філософські погляди Самаріна перебували спочатку під сильним впливом гегелівської філософії. Після знайомства з К. С. Аксаковим зблизився з провідними слов'янофілами: О. С. Хомяковим і братами Іваном і Петром Киреєвськими. Особливо сильним був вплив на нього ідей Хомякова. Пізніше в «Листах про матеріалізмі» він критикує філософську систему Гегеля.
Хрещеник імператриці Марії Федорівни і перша дитина в сім'ї; з народжених пізніше популярність здобули брати Микола і Дмитро Самаріни, а також сестра — Марія Федорівна Соллогуб.
Наприкінці 1849 року Самарін був відправлений, як чиновник особливих доручень при міністрі, до Києва і через рік призначений правителем канцелярії київського генерал-губернатора Д. Г. Бібікова. У 1853 році вийшов у відставку.
Після смерті батька, отримавши управління маєтками, вивчав господарства в Тульській і в Самарській губерніях; жив у них влітку, проводячи зими в Москві. Вивчаючи побут і господарське становище селян, він прийшов до переконання в необхідності скасування кріпосного права і приступив до написання записки «Про кріпацький стан і про перехід з нього до громадянської свободи», яка була закінчена тільки в 1856 році і в скороченому вигляді надрукована в журналі «Сільський благоустрій». З 1856 року Самарін брав діяльну участь у виданні «Руської бесіди»; для перших двох книг журналу він написав статті «Про народність в науці» і «Про народну освіту». Однак головними в цей час стали його статті про сільську громаду і дослідження «Скасування кріпосного права і відносини між поміщиками і селянами в Пруссії».